# Krzysztof Kalicki
Krzysztof Marian Kalicki (ur. 2 lutego 1953 w Warszawie) – polski ekonomista, bankier i urzędnik państwowy, doktor habilitowany nauk ekonomicznych, profesor Akademii Leona Koźmińskiego, w latach 1994–1996 sekretarz stanu w Ministerstwie Finansów, wieloletni prezes Deutsche Bank Polska.

## Życiorys
Absolwent Wydziału Handlu Zagranicznego Szkoły Głównej Planowania i Statystyki (1976). Na tej uczelni w 1983 obronił doktorat na podstawie pracy pt. Zarządzanie finansowe zagraniczną filią przedsiębiorstwa transportowego, a w 2000 uzyskał habilitację po obronie rozprawy pt. Pieniądz a bilans płatniczy. Specjalizował się w finansach międzynarodowych, ryzyku i instrumentach finansowych oraz zarządzaniu ryzykiem. Został profesorem nadzwyczajnym Akademii Leona Koźmińskiego i Szkoły Głównej Handlowej. Jest autorem ponad stu publikacji z dziedziny finansów i bankowości, wykładał także na zagranicznych uczelniach m.in. w Niemczech.
W latach 1989–1990 pracował w Zakładzie Naukowo-Badawczym Bankowości i Pieniądza Narodowego Banku Polskiego. W 1990 został doradcą ministra finansów, następnie w 1993 dyrektorem departamentu w tym resorcie. Od 27 czerwca 1994 do 31 grudnia 1996 pełnił funkcję sekretarza stanu (pierwszego wiceministra) w Ministerstwie Finansów, odpowiadał m.in. za sektor bankowy i przekształcenia własnościowe. Następnie został pierwszym wiceprezesem Pekao SA, zasiadał także w radach nadzorczych Banku Handlowego w Warszawie i Mitteleuropäische Handelsbank. Został również wiceprezesem Polsko-Niemieckiej Izby Przemysłowo-Handlowej. Od 1998 był związany z Deutsche Bank Polska, w latach 2003–2019 pozostawał jego prezesem (również po fuzji z Deutsche Bank PBC), następnie przeszedł do rady nadzorczej banku.
Był przesłuchiwany przez komisję śledczą ds. banków i nadzoru bankowego w związku z działalnością w resorcie finansów. 
Został m.in. honorowym obywatelem Radzymina.
Odznaczony Krzyżem Kawalerskim (1996) i Oficerskim (2005) Orderu Odrodzenia Polski oraz Krzyżem Zasługi na Wstędze Republiki Federalnej Niemiec.